# اتاق فرار
اتاق فرار یا اِسکِیپ روم (به انگلیسی: Escape room) یک بازی ماجراجویی فیزیکی است، که در آن بازیکنان مجموعه‌ای از پازل‌ها و معماها را با استفاده از سرنخ‌ها، راهنمایی‌ها و استراتژی حل می‌کنند تا به اهداف بازی دست یابند. اتاق فرار در واقع برخلاف همه بازی‌های کامپیوتری که با الهام از دنیای واقعی طراحی شده‌اند از بازی‌های کامپیوتری الهام گرفته شده‌است. 
اولین طراحان این بازی متفکران حوزه آموزش کشورهای آسیای شرقی بوده‌اند.
آنها بر این باورند که فعالیت بدنی و فکری توأم می‌تواند رشد و پویایی افراد برای استفاده از خلاقیت و همیاری را بالا ببرد. پس از مدتی اتاق فرار در آمریکا و اروپا نیز همه گیر شد، و در حال حاضر در ایران نیز توسط تیم‌های مختلف ارائه می‌شود.
اولین مجموعه فرار در سال ۲۰۰۷ در کیوتو ژاپن توسط شرکت SCRAP با یک اتاق برای یک گروه ۶ نفره افتتاح شد.
اتاق فرار یک بازی مبتنی بر ماجراجویی در زندگی واقعی است که در آن گروهی از بازیکنان، یک ماجرای طراحی شده توسط صاحبان اتاق فرار را دنبال می‌کنند. اتاق فرار یک مخمصه و بازی ماجراجویی فیزیکی است، که در آن بازیکنان با استفاده از سرنخ‌ها، نکات و استراتژی‌ها برای حل مسائل و دستیابی به اهداف خود، یک سری از پازل‌ها و معماها را حل می‌کنند. بازیکنان در محدودیت زمانی مشخص برای یافتن پاسخ معماها و سرنخ‌هایی که داخل اتاق پنهان شده‌اند، با هم تلاش می‌کنند. اتاق‌های فرار از بازی‌های ویدئویی «فرار از اتاق» الهام گرفته شده‌است.

## اتاق فرار چیست؟
اتاق فرار یک پدیده نسبتاً جدید است که در آن بازیکنان با استفاده از سرنخ‌ها، استراتژی‌ها و راهنمایی، مجموعه ای از معماها و چالش‌ها را حل می‌کنند تا به هدف خود برسند. بازیکنان برای این کار، با محدودیت زمانی مواجه هستند. در این بازی، بازیکنان در قالب یک شخصیت، ایفای نقش می‌کنند و با سایر بازیکنان تعامل برقرار می‌کنند. بازیکنان اغلب در دنیایی غوطه ور می‌شوند که برای اجرای مأموریت خود و فرار از اتاق، باید شخصیت‌ها را به خوبی مجسم کنند اگر چه اتاق فرار یک پدیده سرگرم‌کننده است. اما از آن به منظور تمرین و تیم سازی برای شرکتها و گروه‌های حرفه ای دیگر نیز استفاده می‌شود. دلیل اصلی آن، تقویت ارتباط و اعتماد و همکاری است.

## تاریخچه اتاق فرار
بعضی منابع به یک ورژن بازی زنده اشاره می‌کنند که در سال ۲۰۰۶ در کالیفرنیا به نام «تکه نارنجی» پدیدار شد. هر چند طراح آن یک دانشجوی ژاپنی به نام تاکائو کاتو بود که وقتی دید دوستش در حال انجام بازی ویدئویی فرار از اتاق است به فکر ساختن ورژن واقعی آن افتاد و اولین اتاق فرار شهر سیلیکون‌ولی را در سال ۲۰۰۷ طراحی کرد. این اتاق‌های فرار به صورت موقتی در مکان‌های تفریحی پدیدار می‌شدند و نوع بازی اینگونه بود که طراحان اشیا و راهنمایی‌های لازم را در گوشه و کنار پنهان می‌کردند و بازیکنان با پیدا کردن آنها باید از آن محیط خارج می‌شدند، که مخاطبان زیادی نیز داشت و بلیت‌های آنها به سرعت فروخته می‌شد.

## اتاق فرار چگونه فضایی دارد؟
اتاق‌های فرار عموماً در قالب فضاهایی از قبیل زندان، سلول انفرادی، خانه‌های متروکه، فضاپیماها و هر مکان دیگری که سازگار با داستان بازی باشد، در دنیای واقعی شبیه‌سازی می‌شوند.
هر اتاق فرار شبیه به تمام فیلم سینمایی دارای ژانر و سناریویی مشخصی می‌باشد، همانگونه که در فیلم‌های سینمایی نویسنده، بازیگران، کارگردان، تهیه‌کننده، دکوراتور و سایر دست‌اندرکاران همواره می‌کوشند تا اثر نهایی هرچه بیشتر به ژانر و سناریوی فیلم نزدیک و مرتبط باشد و برای مخاطبان حس همزاد پنداری و پویایی اثر را زنده کند، در اتاق فرار نیز سرمایه گزاران، طراحان، مجریان و گیم مستر همواره در تلاشند تا بازیکنان در طول بازی حس حضور در فضایی واقعی را تجربه کنند.
گرچه به دلیل مسائل حفاظت فردی و همچنین عدم توانایی استفاده از ترفندهای پرده کروماکی در اتاق‌های فرار ممکن است اتفاقات خارق‌العاده و خاص میسر نباشد، ولی در اتاق فرارهایی که دارای کیفیت مطلوب باشند، این حس همزاد پنداری تا حد قابل توجهی قابل مشاهده است.

## مزایای حضور در بازی‌های اتاق فرار نسبت به دیگر بازی‌های گروهی
در اتاق فرار با یافتن هر سرنخ هیجانی غیرقابل وصف برای بازیکنان پدید می‌آید، باز شدن هر قفل شبیه به باز شدن دریچه ای به دنیای ناشناخته هاست، در پشت هر قفل اتفاقی است که پیش از آن بازیکنان هیچ اطلاعی از آن نداشته‌اند.

از جمله دیگر نکات مثبت بازی در این اتاق‌ها می‌توان به موارد زیر اشاره کرد:
1. هیجان ناشی از اکتشاف و حل معما
2. هیجان ناشی از بازی گروهی در کنار عزیزان
3. افزایش کیفیت و راندمان کار گروهی در بین گروه‌ها
4. افزایش حس ازخودگذشتگی و عشق در بین همگروهیان
5. افزایش کیفیت تمرکز و دقت در بازیکنان
6. ایجاد مهارت برقراری ارتباط با دوستان

## مراحل طراحی، ساخت و راه اندازی اتاق فرار
برخی از مخاطبان اتاق فرار با اولین حضور در اینگونه بازی‌ها متصور می‌شوند که طراحی و ساخت اتاق فرار کاریست ساده و پیش پا افتاده، ولی آنچه که در واقعیت اتفاق می‌افتد به میزان قابل توجهی با این باور اختلاف دارد، برای طراحی و اجرای یک اتاق فرار مطلوب می‌بایست ابتدا فضایی را متناسب با ژانر اتاق فرار مورد طراحی در نظر گرفت، سپس با استفاده از فنون داستان‌نویسی و ایده پردازی داستان، داستانی را در راستای ژانر مورد نظر خلق نمود، حال زمان طراحی معما فرا می‌رسد، مرحله طراحی معما همراهً با مرحلهٔ اجرا با یکدیگر پیش می‌روند، در طراحی اتاق فرار می‌بایست معماها و اتفاقاتی که در طول بازی رخ می‌دهند، همگی در راستای داستان و ژانر بازی باشند و حضور تجهیزات و وسایل بلااستفاده و غیرقابل باور در محیط تا حد زیادی از هیجان و جذابیت بازی می‌کاهد، برای خلق یک معمای ایده‌آل ممکن است طراحان و سازندگان بازی مجبور شوند گاهیً ماه‌ها زمان و هزینه صرف کنند تا معما قوام مورد نظر را بیابد و به درجه مطلوب برسد، در بسیاری از موارد به دلیل دشواری و پر هزینه بودن این مرحله، ممکن است اتاق مورد نظر پیش از راه اندازی تعطیل گردد.

## مخاطبین اتاق فرار
طرفداران اتاق فرار بر خلاف تصور از قشر خاصی از جامعه نیستند و این بازی به عنوان اعتیادآورترین و یکی از پرطرفدارترین سرگرمی‌های جهان شناخته می‌شود که قادر است عموم افراد جامعه را تحت تأثیر قرار دهد.
مخاطبین اصلی اتاق‌های فرار معمولاً گروه‌های دوستانه هستند؛ اما در حال حاضر بازی اتاق فرار به مدارس و دانشگاه‌ها، شرکت‌ها و سازمان‌های بزرگ، میهمانی‌های مراسم‌ها و مناسبت‌ها هم راه پیدا کرده‌است، البته با ساختاری متفاوت اما مرتبط.

### سن بازیکنان اتاق فرار
مطمئن نیستیم که کسی آمار دقیقی داشته باشد؛ اما تجربه شگفت‌انگیز چندین ساله ما نشان داده که محدوده سنی شرکت کننده گان در بازی اتاق فرار از ۸ ساله هست تا ۳۰ سال که محدودیت آن به سناریو و رانر بازی نیز بستگی دارد. با توجه با آمار حدودی به دست آمده از مجموعه اتاق فرارهای موجود، درصد تخمینی شرکت کننده گان اتاق فرار در محدوده‌های سنی مختلف عبارت اند از:
- ۱۴٪ کمتر از ۱۸ سال
- ۲۰٪ از ۱۸ تا ۲۵ سال
- ۲۷٪ از ۲۵ تا ۳۰ سال
- ۲۴٪ از ۳۰ تا ۴۴ سال
- ۱۵٪ بیشتر از ۴۵ سال

از آنجایی که بازی‌ها نیز مانند فیلم‌ها می‌توانند به نوبه خود تأثیرات منفی و حتی مخربی را بر مخاطبان خود داشته باشند، طراحان اتاق فرار نیز در مشخص کردن محدوده سنی با توجه به ژانر و سناریوی بازی به خصوص برای کودکان و نوجوانان دقت کافی را داشته‌اند و همیشه آن را یادآور می‌شوند.

## اتاق فرار آنلاین
بازی اتاق فرار آنلاین دقیقاً مثل بازی اتاق فرار است، با این تفاوت که در گوشی موبایل یا کامپیوتر انجام می‌شود، در این بازی دقیقاً مثل بازی اتاق فرار با انواع فضاها، معماها و قفل‌های مختلف روبرو می‌شوید که برای باز کردن هر کدام نیاز به جمع‌آوری اطلاعاتی از داخل فضای بازی دارید، بازی اتاق فرار آنلاین در زمان شیوع ویروس کرونا به دلیل تعطیلی اتاق فرارها، توانست افراد زیادی را به سمت خودش جذب کند.